# Aeroportul Pietermaritzburg
Aeroportul Pietermaritzburg (IATA: PZB, ICAO: FAPM) este un aeroport din Pietermaritzburg, Msunduzi Local Municipality⁠(d), uMgungundlovu District Municipality⁠(d), Provincia KwaZulu-Natal, Africa de Sud ce deservește zona Pietermaritzburg. A fost numit după zona deservită.
Situat la o altitudine de 738 m, aeroportul dispune de o singură pistă. Este operat de Msunduzi Local Municipality⁠(d).